# Hackensack (Minnesota)
Hackensack es una ciudad ubicada en el condado de Cass en el estado estadounidense de Minnesota. En el Censo de 2010 tenía una población de 313 habitantes y una densidad poblacional de 118,25 personas por km².

## Geografía
Hackensack se encuentra ubicada en las coordenadas 46°55′37″N 94°30′54″O / 46.92694, -94.51500. Según la Oficina del Censo de los Estados Unidos, Hackensack tiene una superficie total de 2.65 km², de la cual 2.62 km² corresponden a tierra firme y (0.98%) 0.03 km² es agua.

## Demografía
Según el censo de 2010, había 313 personas residiendo en Hackensack. La densidad de población era de 118,25 hab./km². De los 313 habitantes, Hackensack estaba compuesto por el 95.85% blancos, el 0% eran afroamericanos, el 0.96% eran amerindios, el 0% eran asiáticos, el 0% eran isleños del Pacífico, el 0% eran de otras razas y el 3.19% pertenecían a dos o más razas. Del total de la población el 0.32% eran hispanos o latinos de cualquier raza.